# Friedrich von Britzke

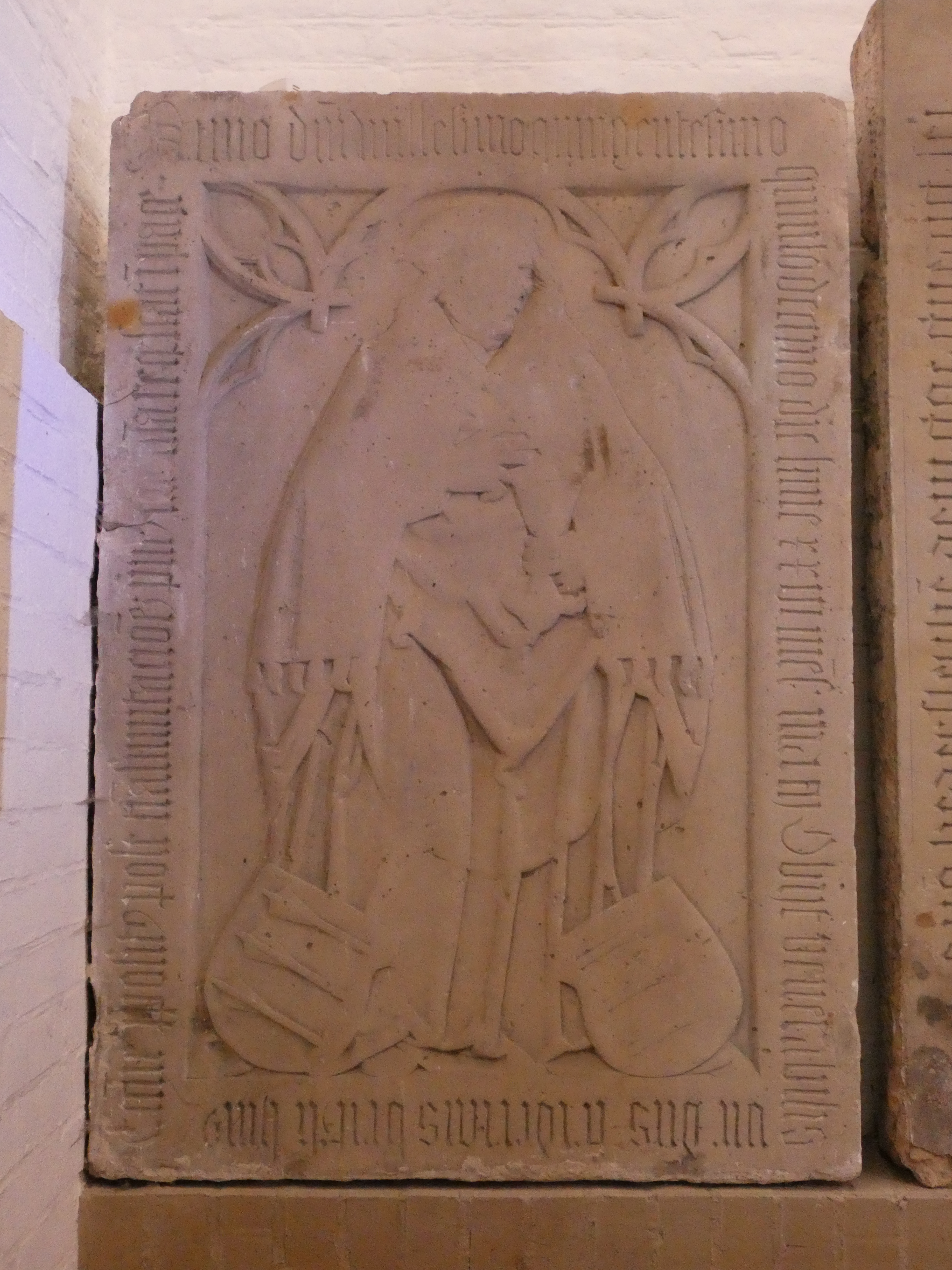
Grabplatte mit Darstellung Friedrich von Britzke, Dom zu Brandenburg

Friedrich von Britzke († 26. März 1515) war Propst des Doms zu Brandenburg.

## Leben und Wirken
Friedrich von Britzke stammte aus Berlin. 1477 war er in Leipzig Student. 1496 wurde er als Dechant des Domkapitels Lebus beschrieben. Friedrich von Britzke wurde am 4. Juli 1506 der erste Propst des Brandenburger Doms nach der Transmutation des Domstift zu einem weltlichen. 1507 wurde das gemeinsame Leben im Prämonstratenserkonvent aufgegeben. Erst am 16. Juni 1508 wurde Friedrich von Britzke von Papst Julius II. im Amt bestätigt.
Friedrich von Britzke wurde nach seinem Tod im Dom beigesetzt. Später wurde seine Grabplatte an der Südwand des Querhauses aufgestellt. Die Reliefplatte ist relativ abgetreten, zeigt Friedrich im Ornat mit Kelch. Weiterhin ist das Familienwappen der Familie von Britzke dargestellt.